# Coutances
Coutances er en lille by på halvøen Cotentin i departementet Manche i Normandie-regionen.
Byen har en domkirke, som blev bygget af flere biskopper. Især bidrog biskop Geoffroy de Montbray, der kronede Vilhelm Erobreren i London den 25. december 1066 efter at have bygget den romanske kirke færdig, og Hugues de Morville som gav domkirken sin gotiske form.
- Wikimedia Commons har flere filer relateret til Coutances